# Emma Tansey
Emma Tansey est une actrice américaine née le 12 septembre 1870 à Louisville, Kentucky (États-Unis), morte le 23 mars 1942 à Los Angeles (États-Unis).

## Biographie
Elle est la mère de Robert Emmett Tansey, John Tansey et James Sheridan.

## Filmographie sélective
- 1924 : Young Oldfield de Leo McCarey
- 1933 : L'Homme invisible (The Invisible Man) de James Whale
- 1934 : New York-Miami (It Happened One Night) de Frank Capra
- 1939 : Monsieur Smith au Sénat (Mr. Smith Goes to Washington) de Frank Capra